# Ховард, Ли
Ли Ховард (англ. Leigh Howard; ; род. 18 октября 1989, Джелонг, Австралия) — австралийский профессиональный трековый и шоссейный велогонщик, выступающий с 2017 года за команду Aqua Blue Sport. 4-кратный чемпион мира на треке.

## Победы
2008
- Чемпионат Австралии на треке
- 1-й  — командное преследование
- 1-й  — Скрэтч

2009
- 1-й  Чемпионат мира на треке — Омниум
- 1-й Тур Словакии
- Тур Японии
  - Очковая классификация
  - 1-й на этапах 1,3 и 7

2010
- 1-й  Чемпионат мира на треке — Мэдисон
- 1-й — Kampioenschap van Vlaanderen
- 1-й на этапе 4 — Тур Омана
- Тур Баварии — Спринтерская классификация

2011
- 1-й  Чемпионат мира на треке — Мэдисон
- 1-й на этапе 5 Стер ЗЛМ Тур
- 3-й — Trofeo Cala Millor
- 4-й — Grand Prix de Denain

2012
- 1-й на этапе 2(ТТТ) — Энеко Тур
- 3-й — Тур Британии
  - 1-й на этапе 2

2013
- 1-й — Trofeo Campos–Santanyí–Ses Salines
- 1-й — Trofeo Platja de Muro
- 3-й — Чемпионат Австралии на треке — критериум

2014
- 5-й — Gran Premio Nobili Rubinetterie
- 7-й — Тур Альберты

2015
- 6-й — London–Surrey Classic

2016
- 1-й на этапе 1 — Тур Фьордов
- 1-й — Классика Альмерии
- 2-й — Кэдел Эванс Грейт Оушен Роуд

## Статистика выступлений на Гранд Турах
- Тур де Франс
  - Участие:1
    - 2016: 172
- Джиро д'Италия
  - Участие:2
    - 2013: сход на этапе 7
    - 2016: сход на этапе 15
- Вуэльта Испании
  - Участие:2
    - 2011: 152
    - 2013: 142